# NMRK2
NMRK2 (англ. Nicotinamide riboside kinase 2) – білок, який кодується однойменним геном, розташованим у людей на короткому плечі 19-ї хромосоми. Довжина поліпептидного ланцюга білка становить 230 амінокислот, а молекулярна маса — 26 046.
| 10         |  | 20         |  | 30         |  | 40         |  | 50         |
| ---------- |  | ---------- |  | ---------- |  | ---------- |  | ---------- |
| MKLIVGIGGM |  | TNGGKTTLTN |  | SLLRALPNCC |  | VIHQDDFFKP |  | QDQIAVGEDG |
| FKQWDVLESL |  | DMEAMLDTVQ |  | AWLSSPQKFA |  | RAHGVSVQPE |  | ASDTHILLLE |
| GFLLYSYKPL |  | VDLYSRRYFL |  | TVPYEECKWR |  | RSTRNYTVPD |  | PPGLFDGHVW |
| PMYQKYRQEM |  | EANGVEVVYL |  | DGMKSREELF |  | REVLEDIQNS |  | LLNRSQESAP |
| SPARPARTQG |  | PGRGCGHRTA |  | RPAASQQDSM |  |            |  |            |

A: Аланін

C: Цистеїн

D: Аспарагінова кислота

E: Глутамінова кислота

F: Фенілаланін

G: Гліцин

H: Гістидин

I: Ізолейцин

K: Лізин

L: Лейцин

M: Метіонін

N: Аспарагін

P: Пролін

Q: Глутамін

R: Аргінін

S: Серин

T: Треонін

V: Валін

W: Триптофан

Кодований геном білок за функціями належить до трансфераз, кіназ. 
Задіяний у такому біологічному процесі, як альтернативний сплайсинг. 
Білок має сайт для зв'язування з АТФ, нуклеотидами, іонами металів, іоном магнію. 